# GVB (Amsterdam)
Der GVB ist ein Verkehrsunternehmen sowie der Betreiber der Metro, der Straßenbahn, der Stadtbusse und der Fähren der niederländischen Hauptstadt Amsterdam. Ursprünglich stand GVB für Gemeentevervoerbedrijf (ndl. für Gemeindetransportbetrieb).
Der GVB ist ein Unternehmen der Stadt Amsterdam und befördert auf allen Linien jährlich etwa 227,1 Mio. Fahrgäste pro Jahr. Etwa 3550 Beschäftigte hat der GVB. Der Fuhrpark umfasst etwa 120 U-Bahn-Züge, 230 Straßenbahnwagen, 200 Omnibusse und mehrere Fährschiffe.

## Geschichte
Die GVB wurde offiziell im Jahr 1900 gegründet. Der damalige Betrieb hieß noch Gemeentetram. Im Jahr 1943 entstand durch Zusammenlegung des Straßenbahnbetriebs mit dem damaligen Fährbetrieb der Gemeentevervoerbedrijf (GVB).
Schon 1908 wurde die erste Buslinie eröffnet. 1916 war die Elektrifizierung der Straßenbahn abgeschlossen. 
Nach dem Zweiten Weltkrieg bekam Amsterdam im Jahr 1950 den 1000. Straßenbahnwagen. 1969 wurde das Nachtbus-Netz eingeführt. Acht Jahre später, im Jahr 1977, wurde die erste Metrostrecke eröffnet. 1990 verkehrte die erste Express-Straßenbahnlinie 51 nach Amstelveen. Nach weiteren sieben Jahren (1997) wurde die Ringlinie 50 eröffnet.
Im Jahr 2000 feierte der GVB sein 100-jähriges Bestehen. In der Folgezeit wurde das Netz immer weiter ausgebaut und Strecken verlängert. Im Jahr 2004 zog die Hauptverwaltung des GVB zum Arlandaweg um. 2007 wurde das 30-jährige Bestehen der Metro gefeiert. 2009 erhielt der Verkehrsbetrieb von Sarajevo 16 alte Straßenbahnwagen des GVB.

## Straßenbahn / Metro
- siehe Hauptartikel Straßenbahn Amsterdam
- siehe Hauptartikel Metro Amsterdam

## Kundenbüros
Die GVB unterhält an folgenden Stationen Kundenbüros:
- Bahnhof Amsterdam Centraal (CS), Bahnhofsvorplatz
- Bahnhof Amsterdam Zuid, in der Bahnhofshalle
- Bahnhof Amsterdam Lelylaan, Bahnhofshalle
- Bahnhof Amsterdam Bijlmer Arena, Bahnhofshalle

## Fahrplanmedien
Die GVB gibt für jede Linie einen Linienfahrplan heraus. Außerdem erscheint regelmäßig ein Liniennetzplan. Alle diese Fahrplanmedien sind in den Kundenbüros des GVB erhältlich.